# Sid Wilson
Pour les articles homonymes, voir Wilson.
Sid Wilson, surnommé « Monkey Boy » (« l'homme singe »), de son vrai nom Sidney George Wilson, né le 20 janvier 1977a Des Moines Iowa, est un DJ américain, principalement connu pour être membre du groupe de metal Slipknot au sein duquel il porte le numéro 0. Certains fans le surnomment aussi "Gazboy" en raison du fait qu'il porte toujours un masque à gaz sur les albums précédents. Il en possède d'ailleurs une impressionnante collection, le plus vieux datant de la guerre de Corée. 
Il fait aussi de la breakbeat sous le pseudonyme « DJ Starscream ». Il a sorti quatre disques de remix, et un opus studio intitulé « The New Leader ». Le second, « King of the Jungle », est sorti en 2009.

## Biographie
Sidney George Wilson est né de parents anglais dans la ville de Des Moines (Iowa, États-Unis). Il passe sa jeunesse dans cette ville, et devient un passionné de musique ; il monte d'ailleurs un groupe de DJ du nom de « Sound Proof Coalition ». Il est encore aujourd'hui impliqué dans le monde de la techno, du hip-hop et de la jungle.
Il croise le groupe Slipknot pour la première fois le 3 juin 1997 lors du Dotfest, un festival local où il vendait des t-shirts. Il est épaté par le concert et se dit qu'un jour il ferait partie de ce groupe. Six mois plus tard, vers la fin de l'année 1997, Sid rencontre à nouveau le groupe, au Hairy Mary Club ; ce soir-là Shawn Crahan aurait sauté dans la fosse durant le concert, rencontré Sid et aurait été mis KO par ce dernier, de là serait née leur petite rivalité. Après le spectacle, Sid est allé trouver les membres du groupe et leur a fait part de sa volonté de l'intégrer. Shawn accepte immédiatement, le jugeant assez fou pour se joindre à eux.
Depuis, Sid s'occupe de créer des ambiances pour le groupe, en collaboration avec Craig Jones. 
Sid est le plus survolté de la bande. Il n'hésite pas à sauter de plus de trois mètres de haut dans le public ou à se battre avec Shawn sur scène.
Au sein du groupe, il porte le numéro 0, l'expliquant par le fait qu'il se serait toujours senti comme un zéro, un nul, dans sa vie.

## Anecdotes
- En 2008, durant un concert de la tournée de promotion de « All Hope Is Gone », Sid glissa et tomba de sa table et se cassa les deux talons. Il a fini la tournée dans une chaise roulante et a toujours du mal à marcher.

## Équipement

### «Slipknot»
- 2 platines Technics SL1200MKII
- Un casque Sony MDR-V700DJ
- 19" mixer et Shure M447 Cartridges
- Rane 10" TTM4 mixer / Roland DJ 1000 ou 3000 10"

### «Iowa»
- 2 platines PDX 2000
- Vestax PMC-07 Pro mixer
- Korg Kaoss pad
- Digitech whammy pedal
- Distortion pedal

## Sources
- http://slipknot.sknot.com
- http://www.soulknot.net
- http://www.slipknot-france.fr/index.php?page=band&i=1&action=matos